# Steve Ramon

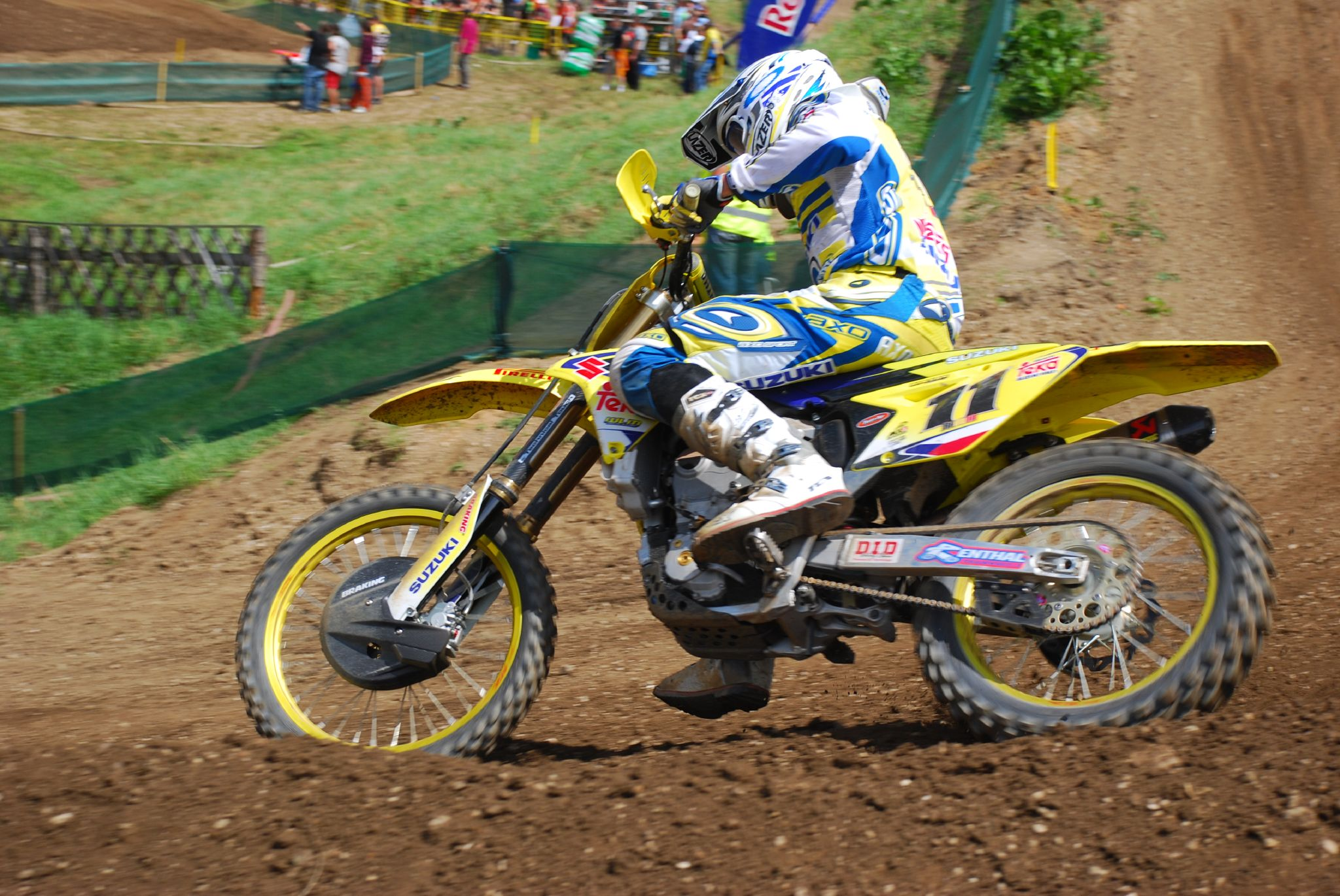
Steve Ramon

Steve Ramon, né le 29 décembre 1979 à Bruges, est un pilote  belge de motocross.
Steve Ramon commence sa carrière au sein de l'équipe Kawasaki de Groot. Il signe par la suite avec l'équipe KTM Red-Bull et le quitte en 2005 pour rejoindre l'équipe des frères Geboers. En 2007, malgré une saison dominée par le Néo-Zélandais Joshua Coppins, il devient le premier Champion du monde après l'ère Everts et ce, malgré deux victoires de manches en France et en Suède, sans gagner un seul Grand Prix au cours de la saison.
Il roule par la suite dans le Team Suzuki officiel Geboers.

## Palmarès
- Champion du monde en 2003 en 125 cm3 sur KTM 125 SX
- 4 victoires en Grand Prix (en 125 cm3)
- Motocross des nations 2003 sur KTM avec Stefan Everts et Joël Smets
- Champion de Belgique inter 2004, 2006, 2007, 2008, 2010
- Champion du monde de motocross MX1 2007 sur une Suzuki 450 cm3 Factory
- Vainqueur de l'Enduropale du Touquet 2011